# Nelbert Chouinard
Nelbertina  (Nelbert) Murphy Chouinard, född 9 februari 1879 i Montevideo, Minnesota i USA, död 9 juli 1969 i Kalifornien, var en amerikansk målare och pedagog.
Nelbert Chouinard var dotter till Ruth Helen Lawrence och läkaren Lee Murphy. Smeknamnet "Nelbert" fick hon av sin äldre bror Lloyd. Hon utbildade sig i måleri på Pratt Institute i Brooklyn i New York. 
Hon gifte sig 1916 med kaptenen Horace Chouinard (1872–1918). När han dog 1918, slog sig Nelbert Chouinard ned i South Pasadena i Los Angeles County i Kalifornien, där hon arbetade som lärare på Throop Poytechnic Institute i Pasadena under Ernest Batchelder och senare på Otis Art Institute i Westlake i Los Angeles. År 1921 grundade hon Chouinard Art Institute i Westlake. 
Nelbert Chouinard drev skolan till slutet av 1950-talet. Skolan fortsatte efter en sammanslagning med Los Angeles Conservatory som California Institute of the Arts.